# Karl von Marcard
Karl Wilhelm Ernst Marcard, seit 1888 von Marcard (* 13. Juni 1857 in Aurich; † 16. Mai 1900 in Gersfeld) war ein preußischer Verwaltungsbeamter und Parlamentarier.

## Leben
Karl war ein Sohn des Preußischen Staatsrats Eduard von Marcard und dessen Ehefrau Wilhelmine, geborene Gosling (* 1831). Sein Vater war am 5. Mai 1888 durch Kaiser Friedrich III. in den erblichen preußischen Adelsstand erhoben worden.
Marcard studierte an der Georg-August-Universität Göttingen und an der Friedrich-Wilhelms-Universität in Berlin. 1879 wurde er Mitglied des Corps Bremensia Göttingen. Am 18. Dezember 1880 machte er sein erstes juristisches Staatsexamen beim Oberlandesgericht Celle. Nach dem Studium wurde er preußischer Verwaltungsbeamter. Am 11. September 1886  machte er sein zweites juristisches Staatsexamen in Berlin. Ab Oktober 1886 war er bei der dortigen politischen Polizei und wurde im November 1887  zur Regierung nach Lüneburg versetzt.
Vom 2. November 1887 bis 1. April 1888 war er stellvertretender Landrat des Kreises Peine. Anschließend war er vom  7. Mai bis 24. September 1888 kommissarischer Landratt des Kreises Soltau. 1889 wechselte er als kommissarischer Landrat in den Kreis Gersfeld. Zum 24. Mai 1890 wurde er endgültig ernannt. In Gersfeld bliebe er Landrat bis zu seinem Tod 1890. Er galt als Freund des Militärs und Förderer der Kriegervereine. Seinen Wehrdienst hatte er 1881/1882 als Seconde-Lieutenant der Reserve beim Hannoverschen Infanterieregiment Nr. 79 gemacht.
In seinem letzten Lebensjahr, 1900, wurde von Marcard Mitglied des Kommunallandtags Kassel. Er gehörte der Deutschkonservativen Partei an.
Karl von Marcard heiratete am 29. Dezember 1887 Marie Harnier (* 15. Oktober 1861; † 23. August 1933). Die Ehe blieb kinderlos.